# Хайле Селассие
Ха́йле Села́ссие I (амх. ኃይለ፡ ሥላሴ, произношениео файле; в переводе с языка геэз — мощь, сила Троицы) (23 июля 1892, Харэр, Эфиопская империя — 27 августа 1975, Аддис-Абеба, Эфиопия), до коронации — рас Тэфэри́ Мэконны́н (амхарское произношениео файле), последний император Эфиопии (2 ноября 1930 — 12 сентября 1974), происходивший из легендарной династии потомков царя Соломона. Возглавлял борьбу против итальянских захватчиков во время итало-эфиопской войны 1935—1936 годов. Один из инициаторов создания в 1963 году Организации африканского единства. В сентябре 1974 года свергнут военными. Умер в августе 1975 года (по наиболее распространённой версии, задушен военными Менгисту Хайле Мариама). В растафарианстве считается одним из воплощений Джа на земле.

## Биография

### Ранние годы
Родился 23 июля 1892 года в горной деревне Эджэрса Горо близ Харэра, в то время ещё Абиссинской империи, в семье губернатора провинции Харари, военачальника и главного советника императора Менелика II раса Мэконнына. По происхождению он был амхара, но в его жилах также текла кровь оромо и гураге. 

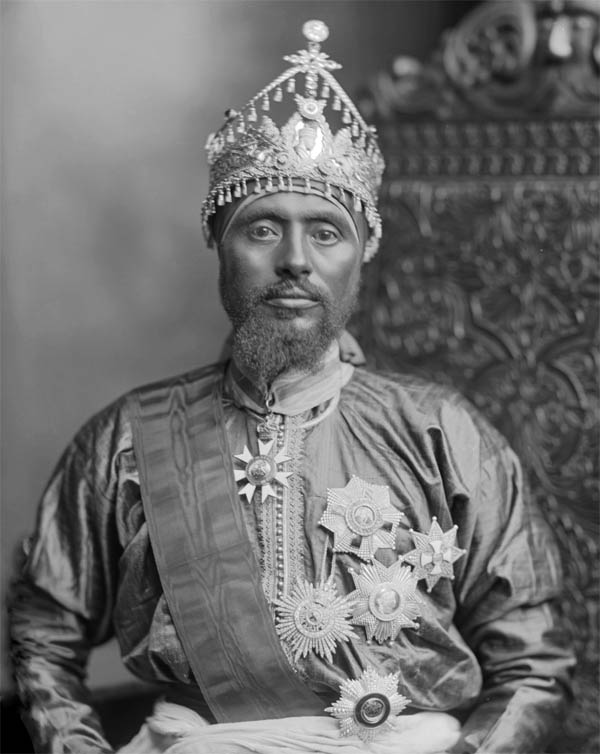
Отец Хайле Селассие I Уольдэ-Микаэль Мэконнын.

 В семье раса Мэконнына из одиннадцати детей Хайле Селассие шёл десятым по счёту ребёнком. Свою мать он не знал, поскольку она умерла от холеры в 1894 году. Эфиопская традиция утверждает, что он являлся прямым потомком царя Соломона и царицы Савской (отсюда его титул «Лев-победитель из колена Иудова, избранник Бога, царь царей Эфиопии»). При крещении получил имя Хайле Селассие (Сила Святой Троицы), но до восшествия на престол был известен как Тэфэри Мэконнын. Поскольку его отец приходился двоюродным братом императору Менелику II, то Тэфэри не имел никаких шансов на трон. Хайле Селассие получил домашнее, церковное, затем светское образование в Миссионерской школе; изучал французский язык и французскую литературу. Около полутора лет он обучался и в специально созданной Менеликом II школе для детей аристократов. В последующие годы юный Тэфэри пополнял свои знания, читая художественную и публицистическую литературу, общаясь с выдающимися учёными, художниками, писателями и политическими деятелями.

### Губернаторство
В 13 лет Тэфэри приобрёл первые навыки управления. Он управлял небольшим районом Гара Мулета в 30-35 км от Харэра. Тогда же ему был дарован отцом и позднее подтверждён Менеликом II один из самых высоких титулов — дэджазмач. В 1906 году Менелик II назначил Тэфэри Мэконнына губернатором провинции Сэлага, затем в 1909 — Сидамо, а в 1911 году Хайле Селассие стал губернатором родной провинции Харари. Молодой дэджазмач послал в пожалованную ему провинцию своего заместителя, а сам остался на некоторое время при императорском дворе, где имел возможность познакомиться с политической жизнью страны. Эфиопия находилась тогда в состоянии политической смуты.
После смерти в 1913 году Менелика II трон перешёл к его внуку Лидж Иясу, ставшему императором под именем Иясу V. Вначале отношения между ним и Тэфэри были дружескими, ещё до своего воцарения Иясу выдал за Тэфэри свою племянницу — Менем Асфа, но постепенно между ними наступило охлаждение, император и Тэфэри расходились во взглядах во всём, что касалось внутренней и внешней политики. Так, например, Иясу желал держать Харари под своим собственным контролем, а Тэфэри противился этому. Всё закончилось тем, что в 1916 году Тэфэри Мэконнын потерял пост губернатора Харари. Он был назначен губернатором в провинцию Каффа на юго-востоке страны. Тэфэри отказался принять данный пост.
В 1913 году Тэфэри познакомился c русским поэтом Николаем Гумилёвым. Сделанное поэтом фото губернатора хранится в Кунсткамере.

### Регентство
Находясь у власти, Лидж Иясу начал демонстрировать свою приверженность исламу (его отец, правитель области Уолло рас Микаэль, до крещения был мусульманином): Иясу V заявил, что он является потомком пророка Мухаммеда, а не царя Соломона, и стал носить чалму. Иясу также не скрывал своих прогерманских взглядов. Вельможи и министры империи стали открыто выражать своё беспокойство по поводу неадекватного поведения императора и его симпатий к исламу.
Воспользовавшись тем, что Иясу V находился в Хараре, часть знати 27 сентября 1916 года низложила его и отлучила его от церкви. На трон была возведена дочь Менелика II уойзэро Заудиту, а Тэфэри Мэконнын был провозглашён регентом и наследником престола с титулом «рас». Услышав о низложении сына, рас Микаэл спешно собрал армию численностью 8 тысяч человек и выступил в поход на столицу. В решающем сражении у Сагалла рас Микаэл был разбит и оказался в плену, а Лидж Иясу бежал в пустыню Данакиль. Эфиопская армия под командованием Тэфэри и Хабте Гиоргиса с триумфом вернулась в столицу, ведя за собой пленников. К следующему году последние очаги сопротивления мусульманских сторонников Иясу V были подавлены.

#### «Регент-реформатор»
Став регентом, Тэфэри начал проводить преобразования в области внутренней политики. Он занял позицию лидера так называемого младоэфиопского движения. Младоэфиопы, объединившись вокруг раса Тэфэри, выступали за создание сильного централизованного государства с высокой степенью политико-территориальной консолидации, с широкими внешними связями и определённой технической и общественной модернизацией, понимаемой как перестройка по европейским образцам многих государственных институтов, ликвидация рабства и работорговли, развитие просвещения и введение производственных усовершенствований, стимулирующих рост экономики. Тэфэри начал реорганизацию административного и судебного аппаратов, образование, модернизировались средства коммуникации. В автобиографии Хайле Селассие I писал:

Мы намеревались по мере наших способностей постепенно улучшить внутреннюю администрацию посредством введения в стране западных форм цивилизации, благодаря которой наш народ может получить более высокий уровень жизни.

Во внешней политике Тэфэри Мэконнын был активен. Он добился принятия в 1923 году Эфиопии в Лигу Наций. Совершал зарубежные поездки, знакомился с жизнью разных стран, встречался с крупнейшими государственными, политическими и общественными деятелями. Начало многочисленным поездкам Хайле Селассие было положено, когда он в 1923 году по приглашению английского генерал-губернатора посетил Аден, а с апреля по сентябрь совершил визит в западноевропейские страны: Францию, Бельгию, Швецию, Италию, Грецию и Швейцарию. Хайле Селассие I позже писал:

Я надеялся, что визит даст мне тройную пользу: во-первых, увидеть своими глазами достижения Европы и достопримечательности Парижа, Лондона, Рима, Брюсселя, Афин и Каира, во-вторых, я решил постепенно начать некоторые дела с целью модернизации страны после возвращения из Европы, и в этом смысле визит дал мне опыт, в-третьих, приобрести выход к морю.

Вернувшись из Европы, Тэфэри сразу взялся за модернизацию армии. Были привлечены иностранные специалисты — инструкторы для обучения армии, модернизации административного аппарата. Кроме того, в 1920 году стараниями раса Тэфэри Мэконнына в Аддис-Абебе была открыта типография под названием «Свет и мир», начавшая печатать книги, а с 1923 года — и периодические издания. Тем самым в стране началась публикация книг на амхарском языке и был начат регулярный выпуск газет, журналов и просветительской литературы.
В период своего регентства, в августе 1928 года, заключил договор с Королевством Италией.

#### Хайле Селассие и русская интеллигенция
В молодости Тэфэри Мэконнын встречался с посетившим Эфиопию Николаем Гумилёвым. К будущему императору Гумилёв явился, чтобы получить пропуск — разрешение на путешествие по Абиссинии. О правлении самого Тэфэри Гумилёв писал:

Тафари, наоборот, мягок, нерешителен и непредприимчив. Порядок держится только вице-губернатором фитаурари Габре, старым сановником школы Бальчи. Этот охотно раздаёт по двадцать, тридцать жирафов, то есть ударов бичом из жирафьей кожи, и даже вешает подчас.

Академик Николай Иванович Вавилов спустя полтора десятилетия тоже начал своё путешествие по Эфиопии. Его тоже принял Тэфэри, уже не губернатор и ещё не император, но уже регент. И уже не в Харэре, а в Аддис-Абебе. Он вспоминал: 
Рас Тафари с большим интересом расспрашивал о нашей стране. Его интересовали в особенности революции, судьба императорского двора.

## Император

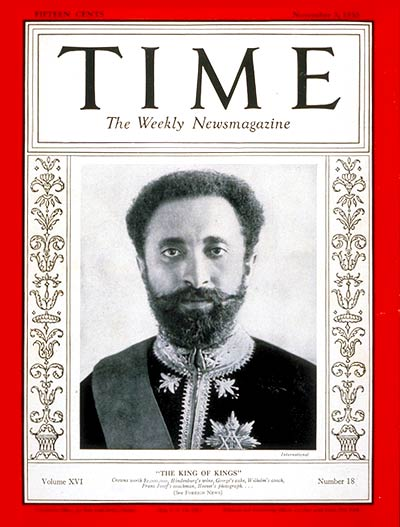
Эфиопский император Хайле Селассие I на обложке журнала «Time» 1930 года

2 ноября 1930 года Тэфэри Мэконнын был коронован в качестве нового 225-го императора Эфиопии под именем Хайле Селассие I. На церемонии коронации присутствовали высшая знать, представители духовенства и высокопоставленные лица из Великобритании (принц Генри, герцог Глостерский) и из Италии (принц Эудженио, герцог Удинский). На церемонии присутствовали также иностранные делегации из Королевства Швеции, Нидерландов, Бельгии, Франции, Японии, Греции, Турции, Египта, Польши, Германии и США.

### Внутренняя политика
Реформаторский курс нового императора в 1930-е годы претерпел ряд изменений. Действия Хайле Селассие стали осторожны и половинчаты в решении узловых вопросов развития страны. Главный акцент делался на сохранении абсолютизма и ведущего положения феодалов, полностью подчинённых воле монарха. В разговоре с французским писателем Анри де Монфредом Хайле Селассие I отмечал:

Я убеждён, что определённые западные институты, если они будут усвоены моим народом, могут сделать нас… достаточно сильными… чтобы развиваться самостоятельно по пути прогресса. Но эти новые идеи нельзя усвоить сразу, немедленно… Мы должны быть очень осторожны, чтобы не сокрушить Эфиопию, она только начинает пробуждаться… Мы должны (идти)… средним курсом между нетерпеливостью западных реформаторов и инертностью эфиопов, которые закрыли бы свои глаза, если свет был бы слишком ярким.
В ноябре 1930 года Хайле Селассие I создал конституционную комиссию, целью которой стала работа над созданием первой письменной конституции Эфиопии. За основу создания была взята японская конституция Мэйдзи. В июле 1931 года император утвердил конституцию, закреплявшую за ним самодержавную власть. В ст. 5 первой эфиопской конституции говорится: «В силу своей императорской крови, а также в силу своего помазания на царство особа императора священна, её достоинство неприкосновенно и её власть нерушима…».
Учреждался двухпалатный парламент, состоявший из сената, члены которого назначались из числа знати, а также палаты депутатов, отбор в которую осуществляли знать и местные вожди. Верхняя палата формировалась лично императором, а нижняя — представителями феодальной знати. Высшая законодательная, исполнительная и юридическая власть закреплялась за императором. Император объявлялся также высшей судебной инстанцией страны. Таким образом, народ был полностью лишён каких-либо политических прав. Конституция устанавливала право наследования престола только для потомков Хайле Селассие.
Спустя несколько месяцев после введения конституции оппозиция во главе с расом Хайлу Тэкле Хайманотом предприняла попытку свержения императора. Во время свадьбы наследника престола Асфа Уосэна лиуль рас Хайлу Тэкле Хайманот организовал побег Лидж Иясу. Однако заговор провалился: Лидж Иясу был арестован, а Хайле Тэкле Хайманот казнён. Именно в момент заговора император Хайле Селассие I осуществлял план нейтрализации нежелательных ему настроений в провинции Тигре. Он попытался достичь этой цели путём брака своих детей с представителями могущественных тыграйских родов. Таким образом наследник Асфа Уосэн женился на Уолетэ Ысраэль, дочери лиуль раса Сьюма Мэнгэши; дочь императора Зэннэбе Уорк вышла замуж за дэджазмача Хайле Сылассе Гугсу, сына лиуль раса Гугсы Арая, потомка императора Йоханныса IV.
Между тем внутренние преобразования продолжались. В течение трёх лет после принятия конституции император утвердил новые проекты по строительству школ и университетов, дорог и больниц. Правительство Хайле Селассие, расходуя всего лишь 2 % государственного бюджета и поступления от так называемого налога на образование, смогло открыть к октябрю 1935 года более 20 школ. В 1931 и 1935 годах им были приняты законы о частичном освобождении рабов. Хайле Селассие назначил членов парламента с консультативными функциями и министров. Были проведены реформы государственной финансовой системы, общественной безопасности, здравоохранения, образования. Император старался сохранять баланс в отношениях с колониальными державами — Великобританией, Францией и Италией.
Хайле Селассие I завершил формирование регулярной армии. Однако попытки эфиопского правительства оснастить армию современным оружием натолкнулись на сопротивление западных держав. Эфиопии было отказано в продаже тяжёлого вооружения. Армия была оснащена только стрелковым оружием.

### Итальянская агрессия

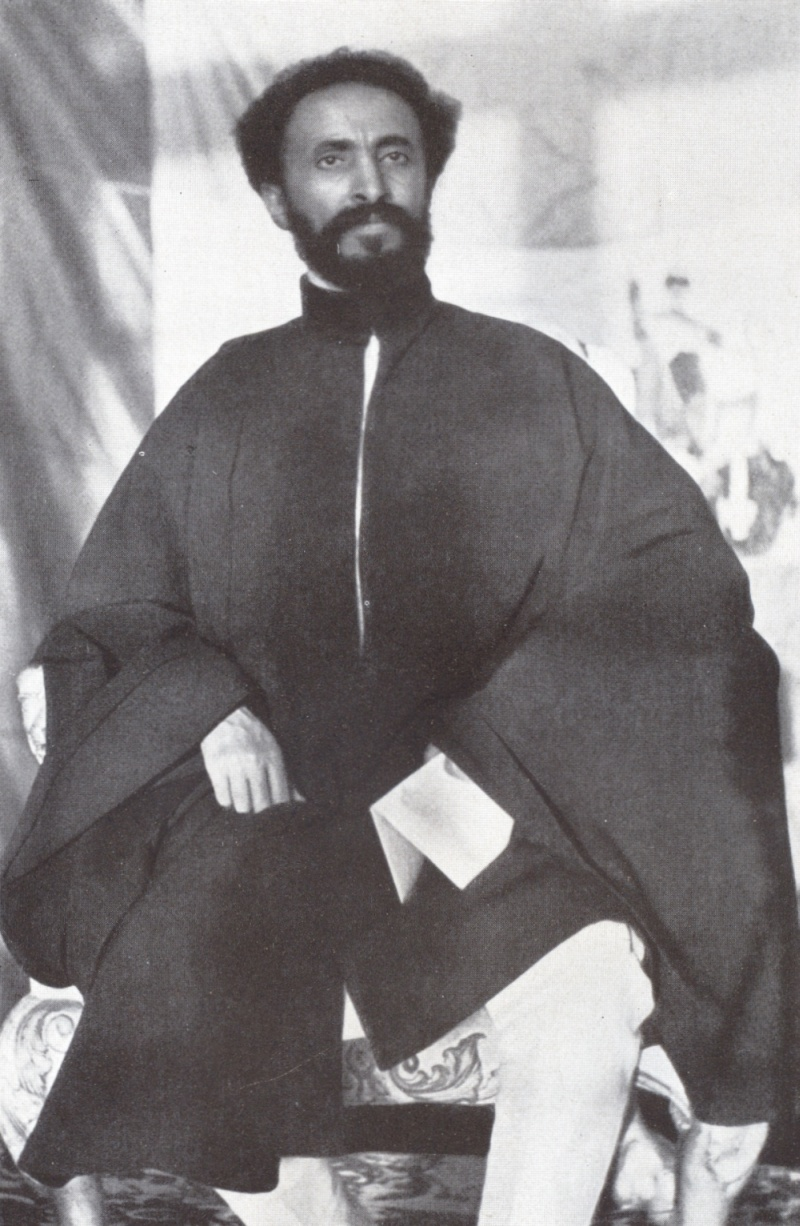
Хайле Селассие I в феврале 1934 года

В 5 часов утра 3 октября 1935 года итальянская армия без объявления войны начала вторжение в Эфиопию. Войска под руководством генерала Эмилио Де Боно, расквартированные на территории Эритреи, перешли пограничную реку Мареб и развернули наступление в направлении Адиграт — Адува — Аксум. Одновременно на юге с территории Итальянского Сомали армия под командованием генерала Родольфо Грациани перешла границу и начала наступление в направлении Горрахей — Харар. В 10:00 Хайле Селассие I отдал приказ о всеобщей мобилизации. Он лично взялся за ход военных действий, указал правила, по которым эфиопы должны воевать. В своих приказах от 19 октября император даёт более чёткие указания главнокомандующему эфиопской армии расу Касса, как армия должна вести себя при обнаружении самолёта противника, где следует устанавливать палатки, что надо сделать для того, чтоб сбить вражеский самолёт, и т. д.
С вторжением стали распространяться слухи, что Италия намерена восстановить «законного императора Иясу V». Спустя какое-то время стало известно, что Лидж Иясу скончался. Существует несколько версий о таинственной смерти Иясу V, но ни одна из них не имеет полного подтверждения. Тем временем Хайле Селассие, возглавив неподготовленную, плохо вооружённую армию, отправился сражаться на Северный фронт. В ходе войны итальянские войска применяли огнемётные средства, разрывные пули и химическое оружие, сбрасывая на мирное население и в места сосредоточения войск негуса бомбы с ипритом. Хайле Селассие впоследствии писал:

Мы атаковали пулемётные гнёзда противника, его артиллерию, голыми руками захватывали танки, мы переносили воздушные бомбардировки, но против отравляющих газов, которые незаметно опускались на лицо и руки, мы ничего сделать не могли.
28 ноября император покинул свою резиденцию в Аддис-Абебе и перебрался в штаб-квартиру в Десе, откуда руководил ведением боевых действий. 21 марта 1936 года Хайле Селассие прибыл в Кворам, где он принял на себя командование Резервной армией численностью 40 тыс. человек, расположенной в районе озера Ашанги, часть которой составляла 25-тысячная гвардия. Негус решил повести армию в решающее наступление и изгнать итальянцев. Интересно, что в своём послании к армии Хайле Селассие напутствовал солдат: «Не берите с собой щиты и копья, в современном бою они помеха». В районе Май-Чио в южной части провинции Тыграй произошло решающее сражение. Войска императора 31 марта атаковали фронт итальянского туземного корпуса у озера. Руководя военными действиями, Хайле Селассие не удалось добиться никакого успеха. После того, как итальянская армия под командованием маршала Пьетро Бадольо перешла в наступление, Хайле Селассие отдал приказ об отходе с позиций у Ашанги, обернувшийся бегством эфиопской армии.
Узнав о поражении императора, части эфиопской армии из племени азебу-галла подняли восстание и, соединившись с итальянцами, завершили разгром эфиопской армии у Ашанги. В руки итальянцев попали личный автомобиль Хайле Селассие и его радиостанция. Через несколько дней Хайле Селассие обратился к мировому сообществу с призывом о помощи:
Неужели народы всего мира не понимают, что борясь до горестного конца, я не только выполняю свой священный долг перед своим народом, но и стою на страже последней цитадели коллективной безопасности? Неужели они настолько слепы, что не видят, что я несу ответственность перед всем человечеством?.. Если они не придут, то я скажу пророчески и без чувства горечи: Запад погибнет…
Утром 2 мая Хайле Селассие I вместе с семьёй, вельможами и чиновниками сел на поезд до Джибути. В качестве принца-регента и верховного главнокомандующего он оставил своего двоюродного брата Рас Имру. Спустя три дня итальянцы заняли эфиопскую столицу. В тот же день Муссолини торжественно объявил, что отныне Эфиопия является колонией Итальянской империи. Тем временем два поезда с родственниками и придворными императора достигли Джибути. Вскоре за негусом прибыл английский корабль, на котором Хайле Селассие отплыл в Палестину. История с бегством императора вызывает противоречивые мнения. В правительственном издании «День победы» за 1977 год прямо указывается на потрясение народа, вызванное «решением Хайле Селассие покинуть поле боя ради относительной безопасности и комфорта зарубежного изгнания». Однако, с другой стороны, гибель или пленение итальянцами Хайле Селассие I, оставшегося в сознании народа символом государственности и независимости, могли ещё более отрицательно воздействовать на эфиопское сопротивление. Не случайно итальянцы неоднократно распространяли в Эфиопии ложные слухи о смерти императора в изгнании.

### Изгнание
С 1936 года жил в британской деревне Уимблдон, в доме семьи Селигман. Впоследствии в соседнем парке Канниццаро в боро Мертон была установлена статуя императора Эфиопии Хайле Селассие.
Под Лондоном изгнанный император организовал временное правительство, которое руководило партизанскими отрядами. Находясь в эмиграции, Хайле Селассие выступил с речью на заседании Лиги Наций в Женеве:
Я, Хайле Селассие I, император Эфиопии, стою сейчас перед этой трибуной, требуя справедливости для своего народа, и помощи, обещанной ему 8 месяцев назад, когда 50 наций единогласно вынесли вердикт об имевшем место нарушении международных обязательств и агрессии, совершенной против эфиопского народа. Не было еще случая, чтобы глава государства выступал здесь лично, но не было также случая, чтобы целый народ подвергался столь невыносимой жестокости со стороны агрессора, при полном попустительстве тех, кто объявил себя его союзниками. Не было также правительства, поставившего себе целью с помощью варварских методов полностью истребить другой народ, игнорируя самые священные обязательства, данные всеми нациями Земли, запрещающие применение против мирного населения ядовитых газов, вдыхание которых несет смерть. Я призываю поддержать борьбу за древнюю независимость эфиопского народа. С этой миссией, ради выполнения своего священного долга глава эфиопской империи, возглавлявший ранее свой сражающийся народ, прибыл сюда, в Женеву. Я молю Всемогущего Бога избавить другие народы от жесточайших страданий, выпавших на долю эфиопов, страданий, потрясенными свидетелями которых выступили сопровождавшие меня сюда высокопоставленные лица….

За пределами Царства Божия нет нации, которая была бы выше другой. Неужели поставленные перед фактом агрессии государства склонятся перед силой? Сегодня жертва мы, завтра наступит ваша очередь.
Заканчивая своё обращение, он заявил: «Бог и история будут помнить ваше решение».
12 июля 1940 года Великобритания официально признала Эфиопию своим союзником.

### Возвращение

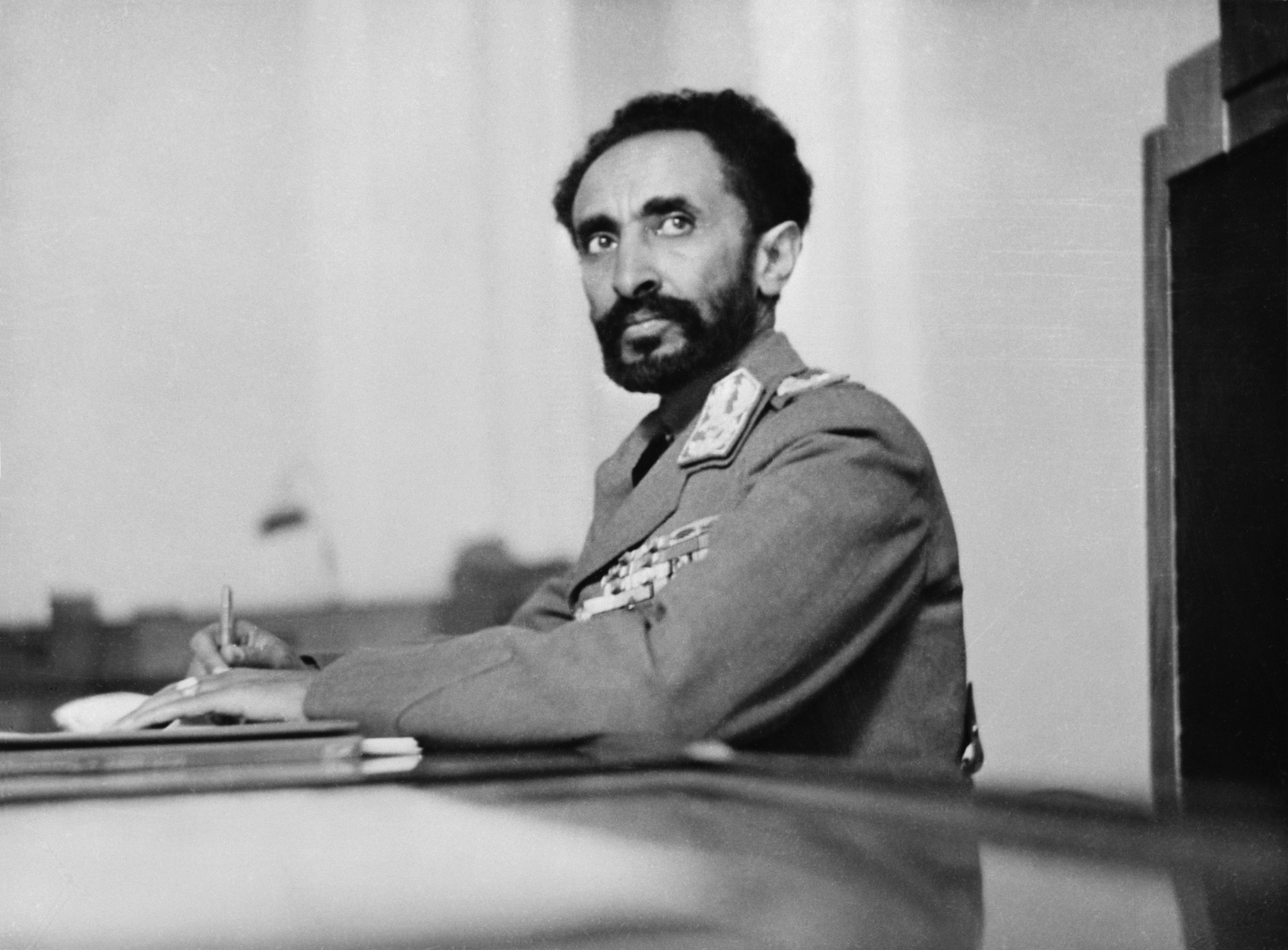
Хайле Селассие I в 1942 году

15 января 1941 года Хайле Селассие I самолётом прибыл в Судан, чтобы возглавить эфиопские силы в борьбе с итальянскими оккупантами. Спустя пять дней он был доставлен самолётом в Эфиопию. Собрав при поддержке британского правительства армию, император Хайле Селассие двинул вооружённые части на Аддис-Абебу. Узнав о возвращении императора, население Эфиопии начало во всей стране вооружённое восстание. 18 января Хайле Селассие I во главе 2-тысячного эфиопского отряда перешёл эфиопско-суданскую границу, вступив на территорию провинции Годжам в районе местности Омедла. К границе также вышли части генерал-лейтенанта У. Платта. После нескольких сражений с итальянскими войсками, которые избрали для себя тактику отступления, британцы к концу апреля освободили практически все северные районы Эфиопии и продолжили наступление на Аддис-Абебу. Установив к концу февраля контроль над значительной частью Итальянского Сомали, части генерал-лейтенанта А. Г. Каннингхэма вступили на территорию Эфиопии и, освободив южные и восточные районы страны, также направились к столице и заняли её 6 апреля того же года.
5 мая Хайле Селассие I торжественно въехал в Аддис-Абебу. Сдача в плен последних итальянских частей и восшествие на императорский трон Хайле Селассие ознаменовали собой восстановление независимости Эфиопии. Вернувшись на трон, император, однако, столкнулся с внутренней оппозицией, не желавшей восстановления монархии. Так, в 1943 году, прослышав о возвращении Хайле Селассие I, тигринья подняли против него восстание. Группа сопротивления получила имя «Вейане» («народное восстание»). Тигринья были полны решимости низложить Хайле Селассие, которого сочли недостойным трона, за бегство из страны в то время, как Эфиопия подверглась внезапному нападению со стороны итальянской армии, её территория — оккупации, а люди — унижениям и смерти.
Мирный договор от 10 февраля 1947 года, официально положивший конец состоянию войны с Италией, отменил действие англо-эфиопского соглашения 1944 года. Власть императора была восстановлена на всей территории Эфиопии, за исключением Огадена, остававшегося под управлением британской военной администрации до 1948 года.

### Послевоенное время
После восстановления на престоле наиболее важными актами императора было соглашение 1948 года с коптской патриархией, которое изменило древнюю иерархию и позволило эфиопу, а не египтянину стать главой Эфиопской церкви, а также принятие новой конституции.
В ноябре 1955 года была обнародована новая Конституция Эфиопии. Она предоставляла значительное расширение прав парламента и признание политических прав подданных; свобода слова, печати и собраний. Конституция наделила всё взрослое население избирательным правом для выборов членов нижней палаты парламента и т. д. Став абсолютным монархом, Хайле Селассие не переставал укреплять репрессивный аппарат, при помощи которого подавлял всякое инакомыслие в стране. Э. Лютер, живший в Эфиопии в пятидесятые годы, писал:

Провозглашение гражданских свобод по новой конституции (1955) — в значительной степени уступка цивилизованному миру. Ни один эфиоп в здравом уме не отважился бы … публично потребовать отставки какого-либо должностного лица. Ни один эфиоп, какое бы он ни получил образование, не рискнул бы написать письмо в газету с критикой государственного чиновника или правительственной политики в целом, и ни одна газета не напечатала бы такое письмо, даже если бы и получила его.
При этом император не сделал даже попытки изменить земельную политику или модернизировать сложную, многоступенчатую систему управления. Правительство Хайле Селассие I не проводило никаких значительных реформ в деревне, поэтому положение крестьянина оставалось чрезвычайно тяжёлым, а каждый большой неурожай вызывал голод. Например, в 1958—1959 годах во время голода в Тигре и Уолло умерло несколько тысяч человек. По сути своей, Эфиопия оставалась феодальной страной, в ней изолированно существовал лишь небольшой модернизированный индустриальный и управленческий сектор, полностью контролируемый амхарцами. По мнению одного из авторов: «Стиль правления Хайле Селассие, особенно в послевоенный период, можно охарактеризовать как „просвещённый деспотизм“».
16 января 1958 года в городе Харамайя Хайле Селассие открыл Университет Харамайи, основанный как сельскохозяйственный технический колледж при содействии Университета штата Оклахома.

### Попытка военного переворота (1960)
В декабре 1960 года, когда император находился с визитом в Бразилии, в стране произошёл государственный переворот. Главными заговорщиками оказались Гырмаме Ныуай и его брат Менгисту, причём последний был генералом, командующим императорской гвардией Кебур Забанга. Примкнуть к заговорщикам согласился 44-летний наследный принц Асфа Уосен. Мятеж был подавлен, заговорщики пытались бежать. Когда их окружила полиция, Гырмаме покончил с собой. Раненого Менгисту арестовали, вылечили и публично повесили в Аддис-Абебе.

### Война в Эритрее
В 1950 году ООН приняла решение об объединении Эфиопии и бывшей итальянской колонии Эритреи в рамках федерации. Решение вступило в силу в 1952 году. Большинство эритрейцев выступало за независимость своей страны, но Эфиопия пыталась лишить её прав, предоставляемых автономией. Сформированный в конце 1950-х годов Фронт освобождения Эритреи (ФОЭ) в сентябре 1961 года начал вооружённую борьбу за независимость. В ответ на это в 1962 году Хайле Селассие I лишил Эритрею прав автономии, распустив её парламент, ввёл на территории провинции цензуру и запретил политические партии.
Восстание в Эритрее приняло затяжной характер. К концу 1960-х годов в мятежной провинции находились значительные эфиопские силы (приблизительно половина национальной армии), однако боевые действия не прекращались. Эритрейская проблема пережила императора и, в конце концов, привела к отделению Эритреи в 1991 году.

### Революция
Недовольство режимом зрело годами. Внутриполитическая обстановка в стране резко обострилась в 1974 году на фоне роста инфляции и безработицы вкупе с ужасающим голодом, который в 1972—1974 годы унёс жизни около 200 тысяч человек. Правительство оказалось не в состоянии предотвратить катастрофу: заботясь прежде всего о собственной репутации, оно любыми способами пыталось скрыть до 1973 года от внешнего мира сам факт голода, бросив умирающих от голода людей на произвол судьбы.
В начале года расквартированные в Асмэре армейские части взбунтовались, требуя увеличения денежного довольствия. Вскоре к ним присоединились воинские части в других районах страны, потребовавшие отставки правительства. Военных поддержали рабочие и студенты. Это вынудило Хайле Селассие согласиться на созыв конституционной конференции, которая должна была рассмотреть вопрос о дальнейшем ограничении его власти. В последующие несколько месяцев он лишился всякой реальной власти, которая перешла к военным. Вскоре военные распустили гражданское правительство и создали своё временное военное правительство. В июле армейские офицеры заставили его согласиться с кандидатурой премьер-министра и 12 сентября окончательно сместили императора. Он был арестован во дворце, посажен в обычный «фольксваген» и вывезен в казармы 4-й дивизии. Арестовав Хайле Селассие и членов его семьи, военные обвинили императора в отказе сотрудничать с ними и в «злоупотреблении властью и своим положением в собственных интересах».
Английская газета «Гардиан» писала 13 сентября 1974 года:

Эфиопский народ, так долго находившийся в зависимости от старческой немощи своего свергнутого императора, остро нуждается в том, чтобы, не теряя времени, открыть новую страницу.
Как пишет кубинский исследователь Рауль Вальдес Виво, уверенность в благоприятном для себя развитии событий не покидала монарха даже в расположении казарм 4-й дивизии. Согласно рассказам очевидцев революционных событий и тех, кто изучал личность Хайле Селассие, император спокойно выслушал заявление о своём свержении, а потом спросил: «Кто организатор восстания?». Услышав фамилию, Хайле Селассие I произнёс: «Менгисту? Не родственник ли тому, кто пытался свергнуть меня в 1960 году?». И сам себе ответил: «Вряд ли, он не остался бы тогда в армии. В любом случае, когда я вернусь во дворец, я должен буду уничтожить это имя».

### Смерть
Вскоре после смещения революционные власти сообщили о «внезапной болезни» бывшего императора и переводе его в больницу под строгим надзором. Военные так и не допустили к больному его личных врачей и ничего не сообщили о диагнозе.
28 августа 1975 года по радио было объявлено, что Хайле Селассие I умер накануне. Официально о причинах смерти не говорилось, лишь было сказано, что престарелого императора нашли мёртвым в его кровати и что причина смерти, вероятно, связана с последствием операции по поводу болезни простаты, сделанной ему два месяца тому назад. Официального расследования причин смерти не проводилось, также не были опубликованы результаты вскрытия. Сам Менгисту всячески отрицал свою причастность к смерти императора: «Ему было 80 лет и он был слабым человеком. Мы старались всеми своими силами спасти его, но мы не смогли сохранить его». В интервью, данном итальянским журналистам в 1995 году, Менгисту Хайле Мариам вновь отрицал факт убийства смещённого императора. Он говорил: «В этом не было нужды. Он был старый, больной и его никто не любил. Думаю, что он умер естественной смертью». «Великий кормчий» Китая Мао Цзэдун, став свидетелем падения Хайле Селассие и его самодержавия, задался вопросом: «У императора всё шло хорошо. Почему он дошёл до этого? Почему всё должно было так закончиться?».

## Перезахоронение
После падения прокоммунистического режима Менгисту Хайле Мариама (1991) расследованием причин загадочной смерти бывшего императора занялись параллельно новые власти и монархическое движение «Мо-анбесса» («Всепобеждающий лев»).
17 февраля 1992 года на основе показаний бывших партийных функционеров останки Хайле Селассие I и 62 его ближайших сановников были найдены под полом туалета в императорском дворце (впрочем, в их подлинности не все уверены). 1 марта 1992 года в соборе Св. Марии в Аддис-Абебе, где находится усыпальница императора Менелика II, прошла панихида по Хайле Селассие, на которую собрались несколько тысяч человек, в том числе представители эфиопской аристократии, облачённые в парадные придворные одеяния. Останки императора были помещены в мавзолей императора Менелика, а затем, 23 июля 1992 года, в день столетия императора, должны были быть перезахоронены в склепе при церкви Святой Троицы в Аддис-Абебе.
После эксгумации руководители «Мо-анбессы» распространили свою версию смерти императора. По собранным ими свидетельствам, решение убить бывшего императора было принято на специальном заседании «Дерга» — Координационного комитета вооружённых сил, полиции и территориальной армии, после чего личный врач Менгисту Хайле Мариама Эндале Гелан и шестеро офицеров службы безопасности задушили Хайле Селассие подушкой прямо в больнице. Менгисту и его заместитель Атнафу Абате лично приехали туда, чтобы удостовериться в исполнении приговора, и распорядились захоронить останки под полом туалета во дворце, ставшем канцелярией Менгисту. Однако руководители «Мо-анбессы» признавали некоторую шаткость этой версии. В марте 1992 года заместитель председателя движения Фантайе Уольдэ-Йоханныс говорил российскому журналисту Валентину Крюкову: 

Сейчас крайне трудно найти очевидцев и тех, кто участвовал в казни. Однако у нас есть свидетельства их родственников, а также тех, кто по тем или иным обстоятельствам был осведомлён, как был убит император. Конечно, с юридической точки зрения это ещё не доказательства. Но у нас есть и другие косвенные факты, подтверждающие, что Хайле Селассие уничтожили.
5 ноября 2000 года останки Хайле Селассие I торжественно перезахоронили в соборе Святой Троицы в Аддис-Абебе. Гроб, задрапированный в цвета национального флага, был покрыт личным штандартом императора, на котором изображен покровитель Эфиопии Святой Георгий, повергающий дракона. На панихиду пришли тысячи людей, потомки монарха, живущие ныне в США и Европе, а также иностранные гости. Ни одного официального лица на церемонии не присутствовало.
Эфиопам Хайле Селассие был известен под разными именами, в том числе Джанхой, Талаку Мери и Абба Текел. Движение Растафари использует многие из этих имён, также обращаясь к нему как Джа, Джа Растафари (Jah, Jah Rastafari) и HIM.
Приверженцы растафарианства считают Хайле Селассие Первого воплощением Бога на Земле (Джа), а день его рождения — праздником, подобным Рождеству.

## Личная жизнь

### Личное состояние
Хайле Селассие считался одним из самых богатых людей мира. Ему принадлежали все золотые прииски Эфиопии, железные дороги в Индии, контрольные пакеты акций в промышленных компаниях Швейцарии и Англии, фабрики и заводы в Бразилии. Кроме этого, миллиарды долларов шли на личные счета императора в банках Швейцарии.

### Династическое родство
Асфа Уосэн, сын Хайле Селассие, признавался эфиопскими монархистами императором в изгнании под именем Амха Селассие. После его смерти в 1997 году главой императорского дома стал внук Хайле Селассие наследный принц Зера Якоб Амха Селассие.
Внучка Хайле Селассие Аида Деста была женой лиуль раса Мангаши Сейюма — основателя Эфиопского демократического союза, активного участника гражданской войны против режима Менгисту Хайле Мариама. Мангаша Сейюм длительное время являлся соперником Амха Селассие в претензиях на трон.

## Награды

### Эфиопии
| Наименование награды           | Дата |
| ------------------------------ | ---- |
| Командор ордена Звезды Эфиопии | 1909 |
| Большой крест ордена Соломона  | 1930 |

### Других государств
| Наименование награды                                                     | Страна                           | Дата                 |
| ------------------------------------------------------------------------ | -------------------------------- | -------------------- |
| Рыцарь Большого креста ордена Св. Михаила и Св. Георгия                  | Великобритания                   | 1917                 |
| Большой крест ордена Золотого льва Нассау                                | Люксембург                       | 1924                 |
| Большой крест ордена Почётного легиона                                   | Франция                          | 1924                 |
| Рыцарь Большого креста ордена Бани                                       | Великобритания                   | 1924                 |
| Рыцарь Большого креста Королевского Викторианского ордена                | Великобритания                   | 1924                 |
| Большой крест ордена святых Маврикия и Лазаря                            | Италия                           | 1924                 |
| Большой крест ордена Башни и Меча                                        | Португалия                       | 28 октября 1925 года |
| Рыцарь Высшего ордена святого Благовещания                               | Италия                           | 1928                 |
| Королевская Викторианская цепь                                           | Великобритания                   | 1930                 |
| Орден Мухаммеда Али 1 степени                                            | Египет                           | 1930                 |
| Кавалер Большой ленты и креста тройного ордена Христа, Ависса и Сантьяго | Португалия                       | 1930                 |
| Орден «Легион почёта» степени командующего                               | США                              | 1945                 |
| Кавалер ордена Слона                                                     | Дания                            | 21 ноября 1954       |
| Кавалер ордена Серафимов                                                 | Швеция                           | 10 июня 1924         |
| Кавалер ордена Королевского дома Чакри                                   | Таиланд                          | 1954                 |
| Большая звезда почёта ордена Заслуг перед Австрийской Республикой        | Австрия                          | 1954                 |
| Кавалер Звезды Индонезии 1 степени                                       | Индонезия                        | 1958                 |
| Кавалер ордена Пехлеви 1 степени                                         | Иран                             | 1964                 |
| Большой крест ордена Ацтекского орла                                     | Мексика                          | 1954                 |
| Кавалер ордена Подвязки                                                  | Великобритания                   | 1954                 |
| Лента Высшего ордена Хризантемы                                          | Япония                           | 1930                 |
| Цепь Высшего ордена Хризантемы                                           | Япония                           | 1956                 |
| Большой крест ордена святого Якова и меча                                | Португалия                       |                      |
| Большой крест ордена Сан-Мартина                                         | Аргентина                        |                      |
| Ожерелье ордена Нила                                                     | Египет                           |                      |
| Большой крест ордена Пия IX                                              | Ватикан                          | 1970                 |
| Кавалер ордена Идриса I                                                  | Ливия                            |                      |
| Кавалер ордена Независимости                                             | Тунис                            |                      |
| Кавалер ордена Хуссейна ибн Али                                          | Иордания                         |                      |
| Кавалер ордена Мухамедийя специальной степени                            | Марокко                          |                      |
| Цепь ордена Почёта                                                       | Судан                            |                      |
| Орден Хашимитов                                                          | Ирак                             |                      |
| Большой крест ордена Короны Италии                                       | Италия                           | 1917                 |
| Большой крест ордена Леопольда I                                         | Бельгия                          | 1924                 |
| Большой крест ордена Нидерландского льва                                 | Нидерланды                       | 1930                 |
| Орден Белого орла                                                        | Польша                           | 1930                 |
| Орден Святого Олафа                                                      | Норвегия                         |                      |
| Большой крест ордена Карлоса III                                         | Испания                          |                      |
| Большой крест ордена Белой розы                                          | Финляндия                        |                      |
| Орден Большой звезды Югославии                                           | Югославия                        | 1954                 |
| Орден «Нишан-е-Пакистан»                                                 | Пакистан                         | 1958                 |
| Орден Короны Королевства                                                 | Малайзия                         | 1968                 |
| Орден Звезды                                                             | Гана                             | 1970                 |
| Орден знамени Венгерской Народной Республики с бриллиантами              | Венгрия                          | 1964                 |
| Военная медаль                                                           | Франция                          | 1954                 |
| Кавалер Национального ордена Вьетнама 1 степени                          | Вьетнам                          | 1958                 |
| Кавалер ордена Истины                                                    | Бирма                            | 1958                 |
| Цепь ордена Южного Креста                                                | Бразилия                         | 1958                 |
| Кавалер ордена Леопарда 1 степени                                        | Заир                             |                      |
| Кавалер ордена Льва                                                      | Сенегал                          |                      |
| Кавалер ордена Льва                                                      | Малави                           |                      |
| Кавалер ордена «За доблесть»                                             | Камерун                          |                      |
| Кавалер Большого креста ордена Солнца Перу                               | Перу                             |                      |
| Кавалер Большого креста ордена Освободителя                              | Венесуэла                        |                      |
| Кавалер Большого креста ордена Андского орла                             | Боливия                          |                      |
| Высшая степень ордена Благожелательных облаков                           | Китай                            |                      |
| Орден Омейядов                                                           | Сирия                            |                      |
| Кавалер Большого креста ордена Моно                                      | Того                             |                      |
| Кавалер Большого креста ордена Заслуг                                    | Республика Конго                 |                      |
| Кавалер ордена Леопарда                                                  | Сомали                           |                      |
| Кавалер ордена Экваториальной звезды                                     | Габон                            |                      |
| Орден Нигера                                                             | Нигерия                          |                      |
| Орден Нильского Истока                                                   | Уганда                           |                      |
| Великий Командор ордена Орла Замбии                                      | Замбия                           |                      |
| Особая степени ордена «За заслуги»                                       | ФРГ                              |                      |
| Большой крест декорированный лентой ордена «За заслуги»                  | Италия                           |                      |
| Кавалер Национального ордена Ливана                                      | Ливан                            |                      |
| Кавалер Большого креста ордена Заслуг                                    | Чили                             |                      |
| Кавалер Национального ордена                                             | Центральноафриканская Республика |                      |
| Кавалер Национального ордена Верхней Вольты                              | Верхняя Вольта                   |                      |
| Большой крест Национального ордена Чада                                  | Чад                              |                      |
| Кавалер Национального ордена Бенина                                      | Бенин                            |                      |
| Кавалер Национального ордена Мали                                        | Мали                             |                      |
| Кавалер Национального ордена Мадагаскара                                 | Мадагаскар                       |                      |
| Кавалер Большой ленты Национального ордена Заслуг                        | Мавритания                       |                      |
| Кавалер Большого креста Национального ордена Заслуг                      | Гвинея                           |                      |
| Кавалер Национального ордена Нигера                                      | Нигер                            |                      |
| Кавалер Национального ордена Почёта и Заслуги                            | Гаити                            | 1966                 |
| Рыцарь Большого креста ордена Пионеров Республики                        | Либерия                          |                      |
| Командор ордена Золотого Сердца                                          | Кения                            |                      |
| Раджа ордена Сикатуна                                                    | Филиппины                        |                      |
| Командор ордена Щита и Копий                                             | Уганда                           | 1964                 |
| Кавалер Большого креста ордена Белого льва                               | Чехословакия                     | 1964                 |
| Кавалер ордена Суворова 1 степени                                        | СССР                             | 11.07.1959           |
| Орден св. князя Владимира I степени                                      | РПЦ                              | 1959                 |
| Кавалер Большого креста ордена Спасителя                                 | Греция                           |                      |
| Кавалер ордена Абдель-Азиза 1 степени                                    | Саудовская Аравия                |                      |
| Кавалер Большого креста ордена Вильгельма                                | Люксембург                       | 1954                 |

## Звания
- Фельдмаршал (Эфиопия)
- Адмирал флота (Эфиопия)
- Маршал ВВС (Эфиопия)
- 26 июля 1959 — генерал (почётный чин, Португалия)
- 1 февраля 1965 — Фельдмаршал (Великобритания)
- Почётный доктор юридических наук Кембриджа — 1924[69]

## В культуре
Хайле Селассие является лидером Эфиопии в дополнении к пошаговой стратегии Sid Meier’s Civilization V: Gods & Kings.

### Киновоплощение
- 1943 — «Миссия в Москву» — Ли Виппер